# Surinaamse parlementsverkiezingen 2000/Kandidatenlijst/Commewijne
Dit is de lijst van kandidaten voor de Surinaamse parlementsverkiezingen in 2000 in Commewijne. De verkiezingen vonden plaats op 25 mei 2000.
De onderstaande deelnemers kandideerden op grond van het districten-evenredigheidsstelsel voor een zetel in De Nationale Assemblée. Elk district heeft een eigen lijsttrekker. Los van deze lijst vonden tegelijkertijd de verkiezingen van de ressortraden plaats. Daarvoor geldt het personenmeerderheidsstelsel. De kandidaten voor de ressortraden staan hieronder niet genoemd.

## Kandidaten
Hieronder volgen de kandidatenlijsten op alfabetische volgorde per politieke partij.

### Algemene Bevrijdings- en Ontwikkelingspartij(ABOP): 35
1. Lloyd V. Jagroep: 7
2. Dennis Kenti: 28
3. Soeparmin Partowidjojo: 0

### Basispartij voor Vernieuwing en Democratie(BVD): 1317
1. Sheilendra Moekesh Hemantkoemar Girjasing: 1123
2. Trude D. Nasoeki: 125
3. Rodney S. Kaersenhout: 53
4. Soerinderpersad Jagdew: 16

### Democraten van de 21ste eeuw(D21): 742
1. Ramé J. Amatsoerdi: 592
2. Sanredjo: 74
3. Mohamedsafiek Radjab: 39
4. Kasmidjo Martodihardjo: 37

### Democratisch Alternatief '91(DA'91): 151
1. Safir O.R. Lalmohamed: 73
2. Arthur S. Kromotaroeno: 43
3. Kenneth K. Wirjosentono: 18
4. Orlando M. Keerveld: 17

### Democratisch Nationaal Platform 2000(DNP 2000): 1281
1. Gerhard S. Lalmohamed: 841
2. Jagatkoemar Jodha: 27
3. Jan F. Moredjo: 318
4. Jan W. Smeulders: 95

### Hernieuwde Progressieve Partij(HPP): 233
1. Deasanker D. Bhagwanbali: 156
2. Radjin Jiawan: 54
3. Sanjaykoemar Narain: 16
4. Gajadhar-Dwarka: 7

### Millenniumcombinatie (MC): 2275
1. Hubert A. Asmowiredjo (KTPI): 962
2. Soelinem Emid: 418
3. Mohamedrafiek Rosan: 248
4. Annie Sadi: 647

### Naya Kadam(NK): 41
1. Shirley Ch. Soekhnandan: 36
2. Tharandharie Sahadew: 5
3. Mohamed F. Muradin: 0

### Nieuw Front(NF): 5141
1. Hendrik S. Djoehari: 535
2. Chanderdath Tilakdharie (VHP): 1646
3. Remi Pollack (NPS): 730
4. Ronny Tamsiran (PL): 2230

### Nationale Hervormings Partij(NHP): 39
1. Shamkoemar Nirmal: 8
2. Armand Ronodikromo: 8
3. Ashiek A. Asraf: 1
4. Gauriepersad Tiloe: 22

### Nationale Partij voor Leiderschap en Ontwikkeling(NPLO): 333
1. Asmanom-Tjokrodimedjo: 110
2. Ferozkhan F. Soekha: 17
3. Soejoet Sawirjo: 169
4. Ponieren Kasanpawiro: 37

### Pendawa Lima(PL): 70
1. Soetjipto Kromosetiko: 38
2. Roel K. Kioe A Sen: 16
3. Rudi L. Doelatip: 3
4. Ponimin Kartadi: 13

### Politieke Vleugel van de FAL(PVF): 105
1. Kishorkoemar Bhola: 59
2. Rabiagatoen Rahamat: 22
3. Johnny M. Etnel: 11
4. Ivan R. Tanoesemito: 13